# Summerauer Bahn
A Linz–Summerau-vasútvonal (más néven a Summerauer Bahn) egy normál nyomtávolságú, 67,6 km hosszúságú, 15 kV 16,7 Hz-es áramrendszerrel villamosított egyvágányú vasúti fővonal az ausztriai Linz és a csehországi Summerau között.
A vonalon egyaránt közlekednek helyi- (A Linzi S-Bahn S3-as járata Linz én Pregarten között) és távolsági vonatok is. Linz és České Budějovice között kétóránként, Linz és Prága között négyóránként van távolsági összeköttetés.